# Swetosław Malinow
Swetosław Christow Malinow, bułg. Светослав Малинов (ur. 19 stycznia 1968 w Dupnicy) – bułgarski politolog, pedagog i polityk, członek partii Demokraci na rzecz Silnej Bułgarii oraz z jej ramienia deputowany do Zgromadzenia Narodowego 40. kadencji (2005–2007). Poseł do Parlamentu Europejskiego VII i VIII kadencji.

## Życiorys
Jest absolwentem nauk politycznych na Uniwersytecie im. św. Klemensa z Ochrydy w Sofii, gdzie następnie obronił doktorat. Jako stypendysta programu Reagan-Fascell Democracy Fellows kontynuował naukę na The New School w Nowym Jorku i w Chevening Scholar at the Political Science Department na University of York w Wielkiej Brytanii. Ponadto ukończył kursy specjalistyczne w Norwegii i we Włoszech. Po powrocie do kraju związał się z Bułgarską Akademia Nauk i sofijską Akademią Nauk Politycznych Europy Środkowo-Wschodniej.
W 2004 został członkiem partii Demokraci na rzecz Silnej Bułgarii. Rok później znalazł się w Zgromadzeniu Narodowym 40. kadencji.
W maju 2007 wystartował w wyborach do Parlamentu Europejskiego. Na jego partię głosowało 4,35% wyborców, co sprawiło, że nie zdobyła żadnego mandatu. Dwa lata później Swetosław Malinow również brał udział w wyborach; zajął drugie miejsce, jednak wskutek wejścia w życie traktatu lizbońskiego Bułgaria otrzymała dodatkowe miejsce w Europarlamencie. Dzięki temu uzyskał prawo objęcia mandatu deputowanego w Brukseli. Ostatecznie europosłem został 1 grudnia 2011. W 2014 z powodzeniem ubiegał się o reelekcję z ramienia Bloku Reformatorskiego.